# Американский психопат
«Американский психопат» (англ. American Psycho) — роман американского писателя Брета Истона Эллиса, в котором повествование ведётся от лица богатого жителя Манхэттена Патрика Бэйтмана, самопровозглашённого маньяка-убийцы. Роман был опубликован в 1991 году и вызвал фурор из-за сцен жестокого насилия. Экранизация появилась в 2000 году. Фильм вызвал высокий интерес у широкой публики.

## Сюжет
Действие романа происходит в конце 1980-х, в основном на территории Манхэттена. В книге описывается несколько лет из жизни Патрика Бэйтмена, главного героя и рассказчика. Бэйтмен происходит из богатой семьи. Он окончил Эксетерскую академию и Гарвардский университет (выпуск 1984 года). Патрик работает инвестиционным банкиром в фирме «Пирс энд Пирс» на улице Уолл-стрит, но является социопатом и ведёт вторую тайную жизнь серийного убийцы. Также Патрик Бейтмен показывает один из худших аспектов капитализма. В начале романа Бэйтмену 26 лет. Основную часть сюжета составляют описания преступлений Патрика, хотя достоверность этих описаний к концу повествования становится всё более сомнительной.
Бэйтмен — воплощение образа яппи 1980-х (в романе, однако, персонаж это отрицает).
В романе Бэйтмен детально описывает, как он пытает и убивает своих жертв, среди которых:
1. Молодые женщины, в том числе его подруги, проститутки, девушки из бюро эскорт-услуг.
2. Конкуренты по бизнесу.
3. Бездомные, безработные, которых он встречает на улицах города. Бэйтмен именует их «генетическим мусором». Чернокожего попрошайку он встречает дважды по ходу романа — при первой встрече выкалывает ему глаза.
4. Представители других этнических групп.
5. Попавшиеся под руку во время погони, в ходе которой Бэйтмен пытается оторваться от полиции (здесь он убивает таксиста, полицейского, ночного сторожа, уборщика).
6. Животные, в основном собаки и крысы.

Также Бейтмен убил нескольких встречных людей, что подтверждает отсутствие в убийствах Бэйтмена какой-либо системы или плана.
Он пытает и убивает людей с использованием пистолетов, ножей, топора, электроинструментов и живых крыс. В романе не рассказывается, почему Бэйтмен не пытается убить определённых персонажей — его секретаршу Джин и невесту Эвелин Уильямс.

### Личность Бэйтмена
На поверхности Бэйтмен представляет собой успешного бизнесмена. Он образован, богат, происходит из известной семьи, имеет высокооплачиваемую работу, живёт в престижном жилом комплексе, пользуется успехом у женщин, следит за процессами в развитии культурной жизни. Образу успешного и образованного человека противопоставлен совершенно другой: изощрённого убийцы, садиста-мучителя, насильника, каннибала и некрофила, расиста.
Он проявляет своеобразную человечность, когда рассуждает о романтической любви и её выражении в музыке. Он обладает весьма специфическим чувством юмора и не раз по ходу романа иронизирует по поводу ничтожности и пустоты своего существования. К концу романа показывается, что убийства уже не могут вызвать у Бэйтмена никаких эмоций.
Бэйтмен чрезвычайно усердно следит за тенденциями в области моды и престижного потребления. Он в подробностях описывает свои и чужие личные вещи. В такой же манере он описывает гардеробы и аксессуары, указывая материал, имя дизайнера и магазин, в котором вещь была приобретена. По ходу романа Бэйтмен постоянно даёт друзьям советы по поводу выбора минеральной воды, ремня, фасона карманов, галстучного узла и т. д.
Бэйтмен ненавидит гомосексуалов и крайне негативно реагирует на проявление внимания с их стороны. Луис Каррутерс, пытающийся заполучить Бэйтмена в партнёры, но в конце концов заключающий брак с женщиной ради поддержания имиджа, мог стать одной из жертв банкира, но из-за обстоятельств Бейтмену не удаётся его убить. Патрик заставил нескольких женщин вступить в сексуальный контакт друг с другом для получения мотива для убийства.
Бэйтмен по сюжету ведет здоровый образ жизни, исключающий вред для здоровья в любом виде. Он является противником курения, посещает спортивный зал для поддержания формы. Однако, в образе убийцы-социопата, он злоупотребляет алкоголем и наркотиками. Бэйтмен придерживается такого образа исключительно ради внешнего эффекта — по словам персонажа, употребление кокаина не оставляет явных признаков употребления, а от использования обыкновенных сигарет чувствуется запах изо рта. В романе немало места уделяется описанию попыток Бэйтмена достать наркотики, однако это не мешает ему упрекать брата Шона за пристрастие к ним.
Бэйтмен — большой меломан, но ненавидит рэп из расистских соображений. В частности, некоторые главы целиком посвящены описанию творчества Genesis, Huey Lewis and The News и Уитни Хьюстон. Любимая группа Бэйтмена — Talking Heads.
Работа Бейтмена необременительна. Поздно приходя в офис, он может позволить себе смотреть телевизор или с кем-либо разговаривать по телефону. В одном из разговоров он сказал, что приходит на работу, чтобы «соответствовать».

### Темы и символы
Роман содержит много элементов фантазии, поэтому трудно определить, где автор имел в виду реальные события, а где вымысел Бэйтмена. В какой пропорции находится соотношение реальности и вымысла — это остаётся популярной темой для обсуждения среди читателей.
По сюжету Бейтмена ни разу не арестовали. Это может объясняться либо халатностью и высокой занятостью полиции, либо мнением, что убийства банкира — его воображение.
Главный вопрос — почему Бэйтмен ни разу не был арестован, хотя находился на подозрении у весьма способного следователя. Не разъясняется, почему полиция не может изловить Бэйтмена — возможно, они некомпетентны или наплевательски относятся к работе, или просто слишком заняты из-за высокого уровня преступности в Нью-Йорке.
Бэйтмен не привлекает подозрений органов следствия, хотя и не слишком заботится о конспирации. Он держит видеозаписи убийств у себя дома, периодически бросает своим друзьям намёки в духе «Я грёбаный психопат» или «Я люблю расчленять женщин». Однако никто его высказывания всерьёз не воспринимает.
На Хэллоуин Бэйтмен наряжается убийцей, приходит в костюме, запачканном настоящей кровью, и вставляет в петлю для пуговицы кость одной из жертв. Его горничная постоянно убирает за ним и при этом не задаёт вопросов, так же без вопросов его окровавленную одежду принимают в китайской прачечной. Невеста Бейтмена также не знает о его второй жизни убийцы.
Двойственность жизни Бэйтмена проявляется и в отношении к нему других людей. На публике он обличает социальную сегрегацию, потребительство, насилие, экономическое неравенство и расовую дискриминацию. Многие женщины находят его весьма привлекательным. Сущность характера Бэйтмена в этом двуличии — правильном образе для других и совершенно обратном самовосприятии.
Ирония ситуации состоит и в том, что, хотя персонажи усиленно стараются подчеркнуть свою индивидуальность всеми возможными способами, они в итоге всё равно остаются похожими друг на друга, что ведёт к постоянной путанице и неузнаванию. Персонаж Пол Оуэн до последнего принимает Бэйтмена за Маркуса Халберстама, даже когда Бэйтмен уже принимается пытать его и убивает.
Несколько мотивов прослеживается как в романе, так и в фильме. Во-первых, упоминание бродвейской постановки «Отверженных» Виктора Гюго. Возможно, подразумевается, что яппи с Уолл-стрит и являются отверженными. Во-вторых, Бэйтмен постоянно «должен вернуть кассеты в прокат»; он в основном интересуется садистской порнографией, несколько раз по ходу книги берёт фильм «Двойное тело», чтобы мастурбировать во время сцены, где женщину убивают электродрелью. Бэйтмен также использует «кассетный» предлог, чтобы объяснить женщинам, что он делал вчера или что собирается делать сегодня. В романе этот предлог используется как эвфемизм для обозначения пыток и убийств. Упоминается и «Шоу Патти Уинтерс» (прообразом, видимо, послужила Салли Джессе Рафаэль). Аудитория шоу реагирует на заявления гостей непониманием и равнодушием. К концу романа абсурдность нарастает (возможно, как знак растущего распада личности Бэйтмена).
Некоторые критики убеждены, что книга Эллиса — это сатира на атмосферу нравственного упадка 1980-х. Другие считают, что подробные описания сцен насилия являются своеобразным «чёрным юмором». Вся жизнь Бэйтмена крутится вокруг того, каким он видится другим. Поскольку «личности» как таковой у Бэйтмена нет, он может восприниматься как метафора «пластмассовых» 1980-х. Роман показывает Бэйтмена и его коллег нравственно ущербными, готовыми на всё ради достижения успеха. Красной линией проходит ненависть Бэйтмена к геям и проституткам. Это символы уже актуальной в ту пору темы СПИДа. Бэйтмен не использует инъекционные наркотики, которые также являются одним из главнейших факторов распространения СПИДа.
Бейтмен не раскрывает свой возраст. Он утверждает, что ему 27, хотя ещё в августе прошлого года говорил детективу, что в октябре ему уже исполнится 28. Кроме того, в последней главе он упоминает знак зодиака «Весы» и рассуждает, что бы это могло значить для него.

## Экранизации
- «Американский психопат» (2000) — фильм, снятый по одноимённому роману.
- «Американский психопат 2» (2002) — сиквел фильма, вышедшего двумя годами позже.
- «Американский психопат» (2018)